# 股骨
股骨（femur）俗稱大腿骨（thigh bone），是人体中最长、最大的管状骨，位于大腿，分为一体及上、下两端。在四肢动物，位于下肢（或后肢）深面。
股骨上端弯曲，此弯曲部称作股骨颈（femoral neck）。这种弯曲连接能有效降低外界对骨盆的冲击，股骨颈有如一缓冲器。股骨颈上方有股骨头（femoral head），近圆形，其关节面与骨盆的髋臼形成髋关节。
相对股骨头有一骨性突起，称为大转子（greater trochanter），是臀大肌，臀中肌和臀小肌的附着点。在内侧有小转子（lesser trochanter），是髂肌和腰大肌的附着点。一些哺乳类动物（如马，兔），还有第三转子（third trochanter）。
股骨幹（femoral shaft）是众多收肌的附着点。
股骨下端与髌骨、胫骨上端构成膝关节，支撑全身体重。股骨下端有两个关节隆起，分别称为内侧髁和外侧髁，形成膝关节的一部分。胫骨髁和胫骨相连。

## 病变
股骨最常见的病变是股骨骨折。
股骨头的关节面可以因为磨损，机械撞击，受伤和发炎受到损害。通过手术，可以使用假肢股骨头（还可以与股骨颈一起）被替换。
而股骨膝关节面受损也是很常见的，这也是可以通过手术作义肢解决的。

## 外部連結
- 解剖學（Anatomy）-骨頭-Femur（股骨） （页面存档备份，存于）